# Zanna soni
Zanna soni är en insektsart som beskrevs av Victor Lallemand 1959. Zanna soni ingår i släktet Zanna och familjen lyktstritar. Inga underarter finns listade i Catalogue of Life.